# Afi Nayo
Afi Nayo, née en 1969 à Lomé au Togo, est une artiste française d'origine togolaise.
Sculptrice et peintre, elle réalise des œuvres alliant plusieurs techniques, d'abord dans des tons monochromes puis plus colorés, sur des thèmes comme la spiritualité ou l’interdépendance culturelle.

## Biographie
Afi Nayo est originaire de Lomé, la capitale du Togo, mais elle déménage très jeune avec sa famille à Paris, où elle continue de vivre et de travailler. 
Après des études à l'École nationale supérieure des beaux-arts, sa carrière de sculptrice débute, puis se tourne également vers la peinture. Elle expose ses œuvres dans toute l'Europe et en Afrique ainsi qu'à New York, et elle est présentée dans Revue Noire à plusieurs reprises à la fin des années 1990. 
La plupart de ses peintures des années 1990 sont plutôt monochromes, en plusieurs variations de gris. C'est de cette époque que date son œuvre Le Défilé (1990), représentant un grand damier de cases rectangulaires inégales, parfois vides, plus souvent encadrant des silhouettes de guerriers avec lance ou bouclier, ou de prisonniers enchaînés, ou de représentations totémiques, ou de motifs végétaux. Elle y montre son intérêt pour l'univers de la mode, en réalisant les personnages et costumes de cette peinture sur bois, par incisions avec du matériel dentaire.
Elle peint davantage en couleurs à partir de 1994, après plusieurs séjours dans son pays natal.
Son œuvre s’intéresse notamment aux thèmes de la spiritualité et de l’interdépendance culturelle. Son œuvre Love Suite I, en pyrogravure et techniques mixtes sur panneau, réalisée en 2007, est détenue par le Musée national d'Art africain, aux États-Unis.
Afi Nayo fait partie des artistes présentés dans le cadre de l'exposition Paris noir en 2025 au Centre Pompidou, à Paris.

## Œuvres notoires
- Le Défilé, 1994, technique mixte sur bois sculpté et peint, 150 x 150 x 2,5 cm, collection particulière, exposé en 2025 dans le cadre de l'exposition Paris noir au Centre Pompidou, Paris, France[3].
- Love Suite I, 2007, pyrogravure et techniques mixtes sur panneau, Musée national d'Art africain, Washington, États-Unis[5].